# 쿠로사와 토모요
쿠로사와 토모요(일본어: 黒沢 ともよ, 1996년 4월 10일 - )는 일본의 여배우, 성우, 가수. 마우스 프로모션 소속. 사이타마현 출신.
대표작으로 '모차르트!' (아마데), '마호로바' (마오), '그레이 가든즈' (재클린 부비에), '우주쇼에 어서 오세요' (코야마 나츠키) 등이 있다.

## 경력
3세 경부터 연기의 공부를 시작해, 2003년 무렵부터 아역으로서 텔레비전 드라마, CM, 무대에 출연.
2008년부터 Sound Horizon의 서포트 멤버로서 참가. 6th Story CD 'Moira'의 PV '명왕 -Θανατος-', 및 콘서트 'Sound Horizon 6th Story Concert Moira~그래도, 나아가세요 아이여~'에 유소기 아르테미시아 역으로 출연. 모두 발성 없는 아역 (모션 배우)으로서의 출연이었지만, 2010년의 7th Story CD '[archen'에서는 보컬·보이스 배우 등도 맡고 있다.
2010년, 극장 애니메이션 '우주쇼에 어서 오세요'의 코야마하기 역으로 성우 데뷔. 그 후, 텔레비전 애니메이션 등, 활약의 폭을 넓히고 있다.
도쿄 아동극단을 탈퇴 후, 2012년부터 마우스 프로모션에 소속. 학교에 다니면서 성우업을 하고 있다.

## 출연 작품
※ 굵은 글씨는 메인 캐릭터

### 텔레비전 드라마
- 블랙잭에게 안부를 (2003년, 유미)
- 어텐션 플리즈 (2006년, 미사키 요코〈유소기〉)
- 수험의 신 (2007년)
- 세서미 스트리트 (2007년, 쥰코)

### 영화
- 후데코·그 사랑-천사의 피아노- (2007년, 이시이 사치코)

### 무대·콘서트
- 기적의 사람 (2003년, 세아라)
- 신·미소라 히바리 이야기 (2003년, 미소라 히바리) ※'黒沢朋世' 명의[6]
- 모차르트! (2005년, 아마데)
- 미대일총덕병위 (2006년)
- 마리 앙투아네트 (2007년, 마리 테레이즈)
- Sound Horizon 6th Story Concert Moira~그래도, 나아가세요 아이여~ (2008년, 아르테미시아〈유소기〉)
- 마호로바 (2008년, 마오)
- 그레이 가든즈 (2009년, 재클린 부비에)
- BLACK BIRD (2009년, 소녀)
- Sound Horizon 7th Story Concert Marchen~네가 지금 웃고 있는, 눈부실 정도인 그 시대에… ~ (2010년, 결백공주)

### 텔레비전 애니메이션
2012년
- 아이카츠! (아리스가와 오토메[7])
- 블랙★록슈터 (여학생 B, 여자 학생 A, 농구부원, 여자 학생 C, 매니저, 동급생 B)

2014년
- 아마기 브릴리언트 파크 (실피[8])
- 평범한 여학생이 지역 아이돌을 해봤다 (츠루기 츠바사[9])
- 블랙 불릿 (티나 스프라우트[10])
- 유우키 유우나는 용자다 (이누보자키 이츠키[11])

2015년
- 아이돌마스터 신데렐라 걸즈 (아카기 미리아[12])
- 울려라! 유포니엄 (오우마에 쿠미코)

2016년
- 리루리루 페어리루 (시지미/지젤, 콘)

2017년
- 보석의 나라 (포스포필라이트)
- 아이돌타임 프리파라 (가라라 슬립)

### 극장 애니메이션
2010년
- 우주쇼에 어서 오세요 (코야마 나츠키[13])

2013년
- 꼬마마녀 요요와 네네

2014년
- 극장판 아이카츠! (아리스가와 오토메[14])

2016년
- 극장판 울려라! 유포니엄 (오우마에 쿠미코)

2019년
- 러브 라이브! 선샤인!! 더 스쿨 아이돌 무비 오버 더 레인보우 (와타나베 츠키)

2020년
- 극장판 짱구는 못말려: 격돌! 낙서왕국과 얼추 네 명의 용사들 (유마)

2023년
- 극장판 울려라! 유포니엄: 앙상블 콘테스트 (오우마에 쿠미코)

### 게임
2012년
- 아이카츠! 신데렐라 레슨 (아리스가와 오토메)

2013년
- 아이카츠! 2명의 my princess (아리스가와 오토메)
- 아이돌마스터 신데렐라 걸즈 (아카기 미리아)

2014년
- 신격의 바하무트 (미트)
- 정령사의 검무 DayDreamDuel (룰[15])
- 묘이사바이바! (하카세[16])
- 82 H 블로섬 (네기시 히로노[17])

2015년
- 아르카디아의 푸른 무녀 (티아[18])
- 유우키 유우나는 용자다 수해의 기억 (이누보자키 이츠키[19])

2016년
- 밴드하자!(반야로) (마일리)

2017년
- BanG dream! Girls Band Party! (오쿠사와 미사키)

### CD

#### 음악 CD
| 발매일    | 타이틀                                                  | 명의 | 악곡                                                         | 정체                                                     |
| 2010년    | 2010년                                                  | 2010년 | 2010년                                                       | 2010년                                                   |
| --------- | ------------------------------------------------------- | --- | ------------------------------------------------------------ | -------------------------------------------------------- |
| 12월 15일 | Marchen                                                 | Sound Horizon | '땅거미의 노래' '유리의 관에서 자는 공주님'                  |                                                          |
| 2013년    |                                                         | |                                                              |                                                          |
| 3월 6일   | Happy Go Lucky! 두근두근! 프리큐어                      | 쿠로사와 토모요 | 'Happy Go Lucky! 두근두근! 프리큐어'                         | 텔레비전 애니메이션 '두근두근! 프리큐어'오프닝 테마      |
| 3월 13일  | 프리큐어~영원의 친구~ (2013 Version) 모두와 친구        | 쿠도 마유 &쿠로사와 토모요&요시다 히토미 | '프리큐어~영원의 친구~(2013 Version)' '모두 친구'            | 영화 '프리큐어 올스타즈 NewStage2' 주제가                |
| 5월 22일  | THE IDOLM@STER CINDERELLA MASTER 017 아카기 미리아      | 아카기 미리아 (쿠로사와 토모요) | 'Romantic Now'                                               | 게임 '아이돌마스터 신데렐라 걸즈' 캐릭터 송              |
| 7월 18일  | 두근두근! 프리큐어 보컬 앨범 1 Jump up, GIRLS!          | 쿠로사와 토모요 | 'Happy Go Lucky!두근두근! 프리큐어' '포르테~Jump up Girls!~' | 텔레비전 애니메이션 '두근두근! 프리큐어' 이미지 송       |
| 10월 2일  | THE IDOLM@STER CINDERELLA MASTER Passion Jewelries! 001 | 혼다 미오 (하라 사유리), 모로보시 키라리 (마츠자키 레이), 아카기 미리아 (쿠로사와 토모요), 죠가사키 미카 (요시무라 하루카), 죠가사키 리카 (야마모토 노조미) | 'Orange Sapphire' '나아가☆소녀~jewel parade~'                | 게임 '아이돌마스터 신데렐라 걸즈 '캐릭터 송              |
| 10월 2일  | THE IDOLM@STER CINDERELLA MASTER Passion Jewelries! 001 | 아카기 미리아(쿠로사와 토모요) | '첫 츄'                                                      | 게임 '아이돌마스터 신데렐라 걸즈 '캐릭터 송              |
| 11월 6일  | 두근두근! 프리큐어 보컬 앨범 2 ~100% 프리큐어 DAYS☆~    | 쿠로사와 토모요 | '지지 않는 날개로'                                           | 텔레비전 애니메이션 '두근두근! 프리큐어' 이미지 송       |
| 2014년    |                                                         | |                                                              |                                                          |
| 7월 2일   | 미래*걸                                                 | 엔쥬 (히다카 리나), 테나 (쿠로사와 토모요) | '미래*걸 (커버)'                                             | 텔레비전 애니메이션 '블랙 불릿 '캐릭터 송                |
| 10월 22일 | 에레멘타리오에서 만납시다!                              | BRILLIANT4 [실피 (쿠로사와 토모요), 코보리 (미카미 시오리), 사라마 (츠다 미나미), 뮤스 (아이사카 유카)]                                                     | '에레멘타리오에서 만납시다!' '야스하루 라시키 FUN! TASY'     | 텔레비전 애니메이션 '아마기 브릴리언트 파크' 엔딩 테마   |
| 11월 5일  | 별과 꽃                                                 | 산슈 중학 용사부 (테루이 하루카, 미모리 스즈코, 우치야마 유미, 쿠로사와 토모요, 나가츠마 쥬리)                                                              | '별과 꽃'                                                    | 텔레비전 애니메이션 '유우키 유우나는 용자다' 오프닝 테마 |
| 11월 5일  | 별과 꽃                                                 | 이누보자키 이츠키 (쿠로사와 토모요) | '기원의 노래 acoustic guitar ver.'                           | 텔레비전 애니메이션 '유우키 유우나는 용자다' 엔딩 테마   |
| 11월 19일 | Aurora Days                                             | 산슈 중학 용사부 (테루이 하루카, 미츠모리 연어 알젓, 우치야마석 미노루, 쿠로사와 토모요, 나가츠마 쥬리)                                                     | 'Aurora Days'                                                | 텔레비전 애니메이션 '유우키 유우나는 용자다' 엔딩 테마   |
| 11월 19일 | 아마기 브릴리언트 파크 캐릭터 송집                      | BRILLIANT4 [뮤스 (아이사카 유카), 실피 (쿠로사와 토모요), 코보리 (미카미지직), 사라마 (츠다 미나미)]                                                        | '+유니버스'                                                  | 텔레비전 애니메이션 '아마기 브릴리언트 파크' 캐릭터 송   |

#### 드라마 CD
2013년
- 아이돌마스터 신데렐라 걸즈 코믹 앤솔러지 passion VOL. 2 부속 패션한 드라마 CD (아카기 미리아)

2014년
- THE IDOLM@STER CINDERELLA GIRLS WONDERFUL M@GIC!! SPECIAL 드라마 CD (아카기 미리아)
- THE IDOLM@STER CINDERELLA GIRLS 2ndLIVE PARTY M@GIC!! PARTY M@GIC SPECIAL 드라마 CD PARTY TIME은 끝나지 않는다 (아카기 미리아[22])
- 마법소녀 육성계획 in Dreamland (네무링[23])

### 영상 작품

#### DVD / Blu-ray
- Moira~그래도, 나아가세요 아이여~ (2009년)
- Marchen~네가 지금 웃고 있는, 눈부실 정도인 그 시대에… ~ (2011년)
- 라디오 아이돌마스터 신데렐라 걸즈 '데레라디' DVD Vol. 4 (2014년)

#### PV
- Sound Horizon 6th Story CD 'Moira' 명왕 -Θανατος- 뮤직 비디오 (2008년, 아르테미시아〈유소기〉)

### 라디오
- 블랙 불릿~엔쥬&테나의 천주라디오~ (온센, HiBiKi Radio Station: 2014년 4월 1일- 7월 8일)
- 라디오 '유우키 유우나는 용자다' 용자부 활동 보고 (온센: 2014년 10월 13일- )[24]

### CM
- 타마 홈
- 미츠칸